# Leptosiphon rosaceus
Leptosiphon rosaceus är en blågullsväxtart som först beskrevs av Joseph Dalton Hooker, och fick sitt nu gällande namn av Battaglia. Leptosiphon rosaceus ingår i släktet Leptosiphon och familjen blågullsväxter. Inga underarter finns listade i Catalogue of Life.